# Долна-Баня (община)
Долна-Баня (болг. Община Долна баня) — община в Болгарии. Входит в состав Софийской области. Население составляет 4823 человека.

## Состав общины
В состав общины входят следующие населённые пункты:
1. Долна-Баня